# 阿邦狄努斯
阿邦狄努斯（英語：Abandinus）。古罗马时代凯尔特神话神祇之一。长期作为地方性神灵受到崇拜与供奉，其事迹反映于出土之相关文物之中。其影响约为罗马统治之不列颠地区。